# Xian de Jiyang
Le xian de Jiyang (济阳县 ; pinyin : Jǐyáng Xiàn) est un district administratif de la province du Shandong en Chine. Il est placé sous la juridiction de la ville sous-provinciale de Jinan.

## Démographie
La population du district était de 520 095 habitants en 1999.